# Гај Шепердсон
Гај Шепердсон (енгл. Guy Shepherdson; 17. фебруар 1982) бивши је аустралијски рагбиста. Рођен је у Индонезији, али је као дете са родитељима емигрирао у Аустралију. Играо је за младе селекције Аустралије до 19 и до 23 године. Дебитовао је за Брамбисе у супер рагбију против Блузса у мечу Канбери. Аустралијски селектор Џон Коноли га је позвао у репрезентацију 2006. Дебитовао је за Рагби репрезентација АустралијеВалабисе 24. јуна против Ирске. Био је део репрезентације Аустралије на светском првенству 2007, одржаном у Француској. После 6 сезона у Брамбисима, прешао је у јуну 2010, у Квинсленд Редс. Крајем 2012, престао је да игра рагби.